# 교황 제피리노
교황 제피리노(라틴어: Zephyrinus, 이탈리아어: Zefirino)는 제15대 교황(재위: 199년 - 217년)이다. 사후 성인으로 시성되었으며, 축일은 12월 20일이다.

## 교황
로마 태생으로 하분디우스의 아들이었으며, 17년 동안 교황으로 지냈다. 그의 재위기간 중에 교회에 대한 심한 박해가 일어나 211년 셉티미우스 세베루스 황제가 사망할 때까지 지속되었다. 박해는 로마보다는 주로 지방에서 심하게 일어났다. 제피리노는 박해받는 신자들을 물심양면으로 지원해주었다. 또한, 그는 새로이 나타난 이단과 배교에 맞서 기독교를 수호하였다. 그가 상대하였던 적수들은 마르키온, 프락세스, 발렌티누스, 몬타누스주의자 등이었다. 성 옵타토의 증언에 의하면, 이들은 모두 교황 제피리노에 의해 제압당하였다고 한다(Ref. Optat. 1,1 De Schismate, n.9 et Albaspinæus, not.ib.). 에우세비오가 증언한 바에 따르면, 교황 제피리노는 테오도투스의 사상을 추종하는 이단자 두 명과 격렬하게 토론하였으며, 처음에는 제피리노를 경멸하였던 이단자들도 나중에는 그를 그리스도의 신성의 가장 강력한 옹호자라고 부르며 칭송했다고 한다. 비록 그는 신앙을 위하여 순교했다고 전해지지는 않지만, 재위기간 중에 겪었던 영적 고통을 이유로 훗날 ‘순교자’라는 칭호를 받게 되었다. (Ref. Berti in Sæc 3. Diss. 1.t. 2 p 158)

### 로마 제국 및 이단과의 싸움
로마 황제 셉티미우스 세베루스의 치세 동안(193년 ~ 211년) 로마 제국과 기독교의 관계는 악화되었다. 202년 또는 203년에 셉티미우스 세베루스 황제는 기독교에 대한 대대적인 박해 포고령을 선포하였다. 이 포고령은 로마 신민들의 기독교로의 개종을 엄격하게 금지하며, 이를 어길 시에는 강력하게 처벌한다는 내용을 담고 있었다.
제피리노의 선임자였던 빅토르 1세는 비잔티움의 테오도투스가 예수 그리스도는 예언자로서 하느님의 아들이 아닌 단순히 인간에 불과했다는 이단적인 주장을 했기 때문에 파문을 내렸다. 비잔티움의 테오도투스를 따르던 추종자들은 로마에서 동명이인 환전상 테오도투스와 아셀레포도투스의 지도 아래 이단 종파를 구성하였다. 박해자들 앞에서 자신이 기독교 신자임을 고백하고 신앙을 지키기 위해 고문까지 견뎌냈던 나탈리스는 아셀레포도투스에게 설득당해 매달 돈을 받는 조건으로 이단 종파의 주교가 되었다. 이후에 나탈리스는 이단적 사상을 포기하라는 경고성 환시를 체험하였으며, 마침내 한 천사에 의해 밤새도록 채찍을 맞았다고 전해진다. 다음날 나탈리스는 먼지를 뒤집어쓰고 삼베옷 차림을 한 채, 교황 제피리노 앞에 엎드려 눈물을 흘리며 자신의 죄를 고백하며 회개하였다.
제피리노는 선종한 후에 시신이 성 갈리스토 카타콤바에 묻혔다는 기록이 있으나 확실하지 않다.

### 축일
성 제피리노 교황 순교자의 축일은 본래 8월 26일이었지만, 1970년 전례 개혁 이후로는 12월 20일로 이동하였다. 12월 20일은 성 제피리노 교황이 선종한 날짜이기도 하다. 일부 전통주의 성향을 가진 가톨릭 신자들은 아직도 1970년 이전의 축일에 성 제피리노 교황을 기리고 있다.

## 같이 보기
- 교황 목록